# Taïga (ville)
Pour les articles homonymes, voir Taïga.
Taïga (en russe : Тайга) est une ville de l'oblast de Kemerovo, en Russie. Sa population s'élevait à 21 717 habitants en 2025.

## Géographie
Taïga est située à 118 km au nord de Kemerovo et à 26 km à l'ouest d'Anjero-Soudjensk.

## Histoire
Taïga a été fondée à la fin du XIXe siècle pour la construction du chemin de fer Transsibérien et s'appela tout d'abord Tomsk-Taïojny. La gare, qui entra en service en 1898, se trouve au kilomètre 3565 du Transsibérien depuis Moscou. Elle est aussi le point de départ de la branche Tomsk – Bely Iar du chemin de fer de Sibérie occidentale, qui permet d'atteindre Tomsk. Taïga a le statut de ville depuis 1925.

## Population
Recensements (*) ou estimations de la population
| 1926*  | 1939*  | 1959*  | 1970*  | 1979*  |
| ------ | ------ | ------ | ------ | ------ |
| 10 900 | 29 110 | 33 860 | 26 895 | 25 248 |

| 1989*  | 2002*  | 2010*  | 2012   | 2013   |
| ------ | ------ | ------ | ------ | ------ |
| 26 233 | 24 726 | 25 331 | 25 489 | 25 481 |